# Necydalis insulicola
Necydalis insulicola là một loài bọ cánh cứng trong họ Cerambycidae.